# Jean-Paul Crespelle
Jean-Paul Crespelle (1910 - 1994) est un journaliste et auteur français. Il est né le 24 décembre 1910 à Nogent-sur-Marne, alors dans le département de la Seine, en Île-de-France.

## Biographie
Après un passage à l’école des beaux-arts de Nice, il entre à l’École supérieure des arts décoratifs de Paris où il sera diplômé en architecture d’intérieur. Il bénéficie en outre d'une bourse d’étude sur le Moyen Âge à l’École des Chartes.
En 1943, il commence à écrire des articles dans Le Dimanche illustré, puis en 1947, il devient rédacteur en chef de France-Dimanche. De 1948 à 1968, il est responsable des informations et critique d’art à France-Soir et au Journal du dimanche. Durant cette période, il évoque ou redécouvre certains peintres méconnus ou oubliés tels que Ferdinand Desnos ou Jean-Claude Leroux.
Jean-Paul Crespelle est l'auteur d'importants ouvrages historiques sur la vie artistique et nocturne des artistes qui se sont réunis à Montmartre et Montparnasse au début du XXe siècle, ainsi que sur le fauvisme, l’impressionnisme, et l’École de Paris.
Mort en 1994, sa sépulture est située au cimetière de Sillans, dans le Var.

## Famille
Il est le père d'Anne Crespelle, historienne de l’art, spécialisée dans l’édition d’objets d’art et la communication culturelle. À cette occasion, elle a refondu et mis à jour l'édition des textes de son père parus chez l'éditeur Hazan.

## Travaux
- Les Fauves, éd Ides Ed. Calendes, janvier 1962.  (ISBN 978-2070312672)
- Picasso et ses femmes
- Monet: les chefs-d'œuvre
- L'amour, les rêves, la vie de Chagall, éd. Paris Presses de Cité, 1969
- La vie quotidienne des impressionnistes, 1863-1883, éd. Hachette, mars 1989.  (ISBN 978-2010153389)
- Vie quotidienne à Montmartre au temps de Picasso, 1900-1910
- La vie quotidienne à Montparnasse à la grande époque, 1905-1930[7].
- A la découverte de l'art dans les musées de Paris, éd. Hachette[8].
- Montparnasse vivant, Paris, Hachette, 1962

- Prix Hercule Catenacci 1963 de l’Académie française.
- Montmartre vivant, Paris, Hachette, 1964

- Prix Charles Blanc 1965 de l’Académie française.
- La folle époque, des ballets russes au surréalisme, Paris, Hachette, 1968[11].

- Prix Charles Blanc 1969 de l’Académie française
- Monet, chefs-d'oeuvre, éditions Hazan, 1986
- Guide de la France impressionniste, éditions Hazan, 1991